# The Man Who Killed Don Quixote
The Man Who Killed Don Quixote é um filme dos géneros aventura, comédia e fantasia, realizado e escrito por Terry Gilliam e Tony Grisoni, com base no romance Dom Quixote do autor espanhol Miguel de Cervantes. O filme é amplamente reconhecido como um dos mais infames exemplos de produção parada na história do cinema, após oito tentativas malsucedidas de Terry Gilliam para realizar o filme num período de dezanove anos. Estreia-se em França em maio de 2018.
A pré-produção do filme teve início em 1998, com um orçamento de trinta e dois milhões de dólares, e o elenco contava com Jean Rochefort como Quixote, Johnny Depp como Toby Grisoni e Vanessa Paradis como a protagonista. As filmagens iniciaram-se em Navarra no ano de 2000, mas a produção acabou sendo suspensa por causa de numerosas dificuldades, como o local de filmagem, o equipamento destruído pelas inundações, a saída de Jean Rochefort do projeto devido a uma doença, os problemas com a empresa de seguros para a produção e outras dificuldades financeiras que fizeram com que o filme fosse cancelado. A produção original foi o tema do documentário Lost in La Mancha, lançado em 2002. Terry Gilliam tentou relançar o projeto entre 2005 e 2015, que incluía os atores Robert Duvall, Michael Palin e John Hurt para o papel de Quixote, e Johnny Depp, Ewan McGregor e Jack O'Connell para o papel de Toby Grisoni, mas foi cancelado por falta de fundos. O ator Johnny Depp saiu definitivamente do projeto devido à sua agenda sobrecarregada, e o ator John Hurt viu-se obrigado a abandonar o filme, ao ser diagnosticado com cancro.

## Elenco
- Jonathan Pryce como Dom Quixote
- Adam Driver como Toby Grisoni
- Olga Kurylenko como Jacqui
- Stellan Skarsgård como chefe
- Óscar Jaenada como cigano[11]
- Rossy de Palma como imigrante ilegal[12]
- Jason Watkins[13]
- Joana Ribeiro como Angélica[14]

## Produção

### Produção original cancelada (1998–2000)

#### Seleção de elenco
Terry Gilliam viu que o seu projeto pessoal adaptado de Dom Quixote incorporava muitos dos temas que atravessavam o seu próprio trabalho, como o indivíduo contra a sociedade e o conceito de sanidade. Quixote que seria um dos maiores filmes do continente europeu com um orçamento de trinta e dois milhões de dólares, teve o valor reduzido do orçamento original de quarenta milhões de dólares. O filme foi produzido sem o financiamento dos Estados Unidos.
O ator Johnny Depp foi contactado para interpretar o publicitário Toby Grisoni, mas por causa do seu horário sobrecarregado não pode se juntar à produção. Durante a promoção do filme Inimigos Públicos, Johnny Depp declarou: 
| “ | [Gilliam e eu] conversámos sobre isso. Para ser franco, sobre Terry... Eu o adoro, e faria o possível por ele. Mas com Quixote... o meu cartão de dança está sobrecarregado para os próximos dois anos. Então odiaria ter de colocá-lo numa posição ou pedir para estar numa posição onde ele teria que esperar por mim. Isso seria errado. Mas também sinto que conseguimos chegar lá e tentamos algo, ou qualquer coisa do género. Os elementos e tudo que se passou connosco foram documentados no filme Lost in La Mancha. Então não sei se seria certo eu regressar ao projeto e também não sei se seria certo para Terry Gilliam, mas se ele quiser... | ” |

#### Desenvolvimento

Capa do roteiro de Tony Grisoni e Terry Gilliam.

Ao encontrar materiais de referência de Miguel de Cervantes, Terry Gilliam e Tony Grisoni decidiram criar a sua própria versão da história de Quixote, incluindo uma mudança importante que foi inspirada no romance A Connecticut Yankee in King Arthur's Court do escritor estado-unidense Mark Twain. A personagem Sancho Pança que apareceria no filme, foi substituída por Toby Grisoni, um publicitário do século XXI que viaja no tempo. O filme foi rodado em Espanha e em toda a Europa. Jean Rochefort foi escolhido para interpretar Dom Quixote, tendo passado sete meses a aprender a língua inglesa para poder atuar no filme. Johnny Depp foi escolhido para interpretar Toby Grisoni, e Vanessa Paradis foi selecionada para o papel da protagonista amada por Toby Grisoni. Os atores Miranda Richardson, Christopher Eccleston, Bill Paterson, Rossy de Palma, Jonathan Pryce, Ian Holm, Eva Basteiro-Bertoli, Peter Vaughan e Sally Phillips também foram integrados ao elenco do filme.

#### Rodagem e cancelamento
As gravações iniciaram-se em setembro de 2000, com Nicola Pecorini sendo o diretor de fotografia. O primeiro local da rodagem foi o parque natural semidesértico e base aérea das Bardenas Reales em Navarra. A gravação sonora foi interrompida pelos aviões de caça que voavam sobre o sítio repetidamente, e posteriormente algumas cenas do filme tiveram de ser dobradas durante a pós-produção. No segundo dia da rodagem, ocorreu uma inundação súbita que arrastou os equipamentos e mudou a cor dos penhascos áridos, tornando a rodagem anterior inutilizável. Em Paris, Jean Rochefort foi diagnosticado com hérnia de disco, e teve que cancelar as filmagens. Durante vários dias, a equipa tentou filmar as cenas que não envolviam Jean Rochefort, incluindo uma cena com Johnny Depp no Mosteiro de Pedra, mas com o passar do tempo, o ator Jean Rochefort não foi capaz de retornar à produção. Terry Gilliam considerou isto uma ferida fatal para o seu projeto, e passou dois anos realizando um processo de escolha dos atores para o papel de Dom Quixote. A produção foi cancelada em novembro de 2000, e parte dela foi incluída no documentário de 2002, Lost in La Mancha, que relata as tentativas da produção do filme.

### Tentativas posteriores (2005–16)
Após a produção ser cancelada, um pedido de seguro foi arquivado em nome dos investidores do filme. Foram pagos quinze milhões de dólares, e os direitos do argumento foram transferidos para as companhias de seguro. Após Terry Gilliam trabalhar com o produtor britânico Jeremy Thomas no filme Contraponto, foi anunciado que Jeremy Thomas estava interessado em reativar o projeto. Em 2005, Terry Gilliam manifestou o seu interesse em selecionar o ator Gérard Depardieu para o papel de Dom Quixote.
Em julho de 2006, após quase seis anos de legalidades entre os produtores franceses e as seguradoras alemãs, a questão dos direitos foi resolvida. Terry Gilliam anunciou isto no Festival Internacional de Documentário de Munique, relatando que a companhia produtora estava disposta a ceder os direitos do filme para ele, e que Jeremy Thomas ainda se interessava em produzir o filme. Em agosto de 2006, Terry Gilliam mencionou que o caso jurídico complexo sobre o colapso do filme tinha sido finalmente concluído e que os direitos do argumento seriam devolvidos brevemente para ele e Tony Grisoni.
Em 2008, Terry Gilliam começou a trabalhar numa nova versão do filme, que seria regravado com a mudança do papel de Jean Rochefort. Em 2008, Michael Palin iniciou conversações com Terry Gilliam para interpretar Dom Quixote. Em novembro de 2009, Terry Gilliam noticiou que a escolha do papel de Dom Quixote foi concluída, mas recusou-se a divulgar a identidade do ator. Em dezembro de 2009, durante uma entrevista com o sítio eletrónico Collider, o ator Robert Duvall declarou que foi escolhido para o papel de Dom Quixote, que foi confirmado por Terry Gilliam, com Johnny Depp ainda selecionado para o papel de Toby Grisoni. No entanto, Johnny Depp foi contratado para dois filmes da Disney, e a rodagem acabou sendo agendada para o início de 2010. No entanto, Johnny Depp não conseguiu participar do filme de Terry Gilliam por causa da sua agenda ocupada, e não tinha certeza se conseguiria regressar ao projeto. O filme seria produzido por Jeremy Thomas no estúdio Recorded Picture Company, e os direitos de distribuição do filme estariam a cargo da HanWay Films. A 17 de maio de 2010, foi anunciado que Ewan McGregor havia sido integrado ao elenco.
Terry Gilliam havia iniciado a pré-produção principal em 2009, e após recuperar os direitos do argumento, começou a reescrevê-lo com Tony Grisoni em janeiro de 2009, com o objetivo de concluir o argumento no período de um mês.
A 5 de setembro de 2010, a revista Variety noticiou que Terry Gilliam declarou que o financiamento entrou em colapso um mês e meio atrás, e portanto não conseguiu realizar as filmagens, mas afirmou que Robert Duvall interpretaria a personagem principal e Ewan McGregor estaria em negociações para o filme.
Durante uma entrevista com a revista Empire, Terry Gilliam noticiou que a produção seria retomada a 24 de setembro de 2014 nas Ilhas Canárias. O produtor espanhol Adrián Guerra estava disposto a financiar o projeto. A arte conceptual produzida entre Terry Gilliam e Dave Warren foi anunciada em 2014. Em agosto de 2014, durante uma entrevista realizada pelo sítio TheWrap, Terry Gilliam anunciou que recebeu o financiamento e que mudou o argumento do filme. Em setembro de 2014, o ator John Hurt confirmou que interpretaria Dom Quixote, substituindo o ator Robert Duvall.
Ao promover o filme O Teorema Zero durante uma entrevista na revista Rolling Stone, Terry Gilliam declarou que ainda tinha planos para produzir o filme sobre Dom Quixote, mas que tudo dependeria do que ocorresse após as suas tentativas.
A 9 de junho de 2015, foi noticiado que a Amazon Studios lançaria o filme nos cinemas e no serviço de vídeo a pedido Amazon Video. Em setembro de 2015, foi noticiado que a produção do filme havia sido suspensa novamente, devido ao ator John Hurt ter sido diagnosticado com cancro do pâncreas, pouco tempo antes das filmagens.
Durante o Festival de Cannes de 2016, Terry Gilliam anunciou que as gravações seriam iniciadas em outubro do mesmo ano, com Michael Palin como Quixote, Adam Driver como Toby Grisoni e Olga Kurylenko como a protagonista. No entanto, a 2 de outubro de 2016, foi noticiado que a produção foi abandonada novamente após Paulo Branco não conseguir fundos para a rodagem.

### Produção de 2017

#### Filmagem
Em março de 2017, foi anunciado que as gravações do filme foram iniciadas pela primeira vez em dezassete anos, com Jonathan Pryce como Quixote, Adam Driver como Toby Grisoni e Olga Kurylenko como Jacqui. Posteriormente, os atores Óscar Jaenada, Rossy de Palma e Jason Watkins foram integrados ao elenco. A 4 de junho de 2017, Terry Gilliam anunciou que as gravações haviam sido concluídas, após dezassete anos.

#### Controvérsias
Durante a rodagem em Portugal, a equipa de Terry Gilliam foi acusada de prejudicar propriedades públicas e patrimónios, como o Convento de Cristo, um conjunto de edificações históricas situado na freguesia de São João Batista, na cidade de Tomar que encontra-se classificado como Monumento Nacional (1910) e como Património Mundial (1983) pela Organização das Nações Unidas para a Educação, a Ciência e a Cultura (UNESCO). A acusação foi feita após uma reportagem do programa Sexta às 9 da RTP1 afirmar que a equipa do filme "teria danificado as cantarias e telhas e cortado as árvores diretamente da raiz do Convento de Cristo, datado do século XII". Terry Gilliam negou as acusações, tendo declarado: "Considero o Convento de Cristo um dos edifícios mais gloriosos que alguma vez vi. Tudo o que foi feito foi para proteger o edifício contra quaisquer danos... e fomos bem-sucedidos. As árvores não foram cortadas, nem as pedras partidas. [...] Não houve nem um pouco de desrespeito. As pessoas deveriam começar por ter os factos antes de uivar histericamente." O governo português investigou o relatório da Rádio e Televisão de Portugal, catalogado pelos funcionários do património que acompanharam a rodagem do filme no convento, e verificou se informações apresentadas eram corretas. A destruição das árvores estava determinada a acontecer, durante a produção de outro filme que teria sido rodado anteriormente no sítio. A 4 de julho de 2017, as autoridades portuguesas determinaram que a equipa de Terry Gilliam só foi responsável por "danos insignificantes", tendo afirmado que as acusações "carecem de rigor e revelam desconhecimento científico".
Além disso, Paulo Branco, anteriormente responsável pela produção do filme, declarou que esta nova versão era "ilegal" e afirmou que Terry Gilliam não detém os direitos do filme, mas sim ele, e que, como tal, qualquer conteúdo do filme é propriedade da Alfama Films, a antiga produtora do filme. Os produtores atuais do filme afirmaram que as reivindicações de Paulo Branco eram "inaceitáveis" e que ele "não detém nenhum direito de Dom Quixote". O caso foi levado ao Tribunal de Grande Instância de Paris, que determinou o contrato da produção do filme completamente válido.